# Єрмохін Максим Олексійович
Максим Олексійович Єрмохін (нар. м. Старокостянтинів, Хмельницька область) — український спортсмен, військовослужбовець, старший лейтенант Збройних сил України, учасник російсько-української війни. Лицар ордена Богдана Хмельницького III ступеня (2019).

## Життєпис
У 2018 році на сході України підірвався на протипіхотній міні. Тоді він втратив частину ноги.
У 2019 році розпочав спортивні тренування та став учасником української збірної команди «Ігри нескорених» та «Warrior games».
Знявся у кліпі Yarmaka «Потрібен живим».

## Нагороди
- ордена Богдана Хмельницького III ступеня (31 січня 2019) — за особисту мужність і самовіддані дії, виявлені у захисті державного суверенітету та територіальної цілісності України[4].